# Los Manchegos
Los Manchegos es un barrio obrero del municipio de San Vicente del Raspeig (España).

## Historia
Los Manchegos es un barrio obrero que nació a principios de la década de 1960 a causa de migraciones de vecinos procedentes de La Mancha. La gran mayoría de sus pobladores eran albañiles y obreros y fueron ellos mismos construyendo sus casas bajas adosadas en una zona industrial de las afueras de San Vicente del Raspeig.
Las casas se fueron construyendo de forma ilegal, sin licencia, en una zona totalmente periférica del núcleo urbano. Estas casas formaron las dos únicas calles que posee el barrio, la calle Daimiel y la calle Calatrava, consolidándose un barrio que finalmente obligó al ayuntamiento a legalizarlo urbanísticamente. Uno de los impulsores de la legalización del barrio fue el alcalde José Planelles, que junto con el arquitecto municipal, se mantuvo en contacto frecuente con los vecinos en la legalización urbanística de sus casas.
A mediados de los años 60, existían 47 viviendas, habitadas todas ellas por vecinos procedentes de La Mancha, de ahí el topónimo Los Manchegos. El primer vecino en construir su casa en el barrio fue Daniel Platas Arenas. Los vecinos fundadores del barrio, agruparon parte de sus ahorros para comprar cemento y material de construcción que utilizaron conjuntamente para construir sus casas.

## Descripción general
En la actualidad existen alrededor de 60 viviendas, todas adosadas entre sí agrupadas en dos calles. Dentro del barrio existen dos naves industriales adosadas a las casas. Urbanísticamente posee una fisonomía similar a la de barrio cerrado, con un único punto de acceso y salida de vehículos y peatones, y que se encuentra constreñido en una de sus partes por la línea del ferrocarril y polígono industrial de Canastell y en la otra parte por la carretera de La Alcoraya, industria de áridos y la subestación eléctrica.
Los Manchegos, al igual que el barrio El Tubo, vivió durante décadas de la actividad de la fábrica de fibrocemento, conocida popularmente como Fibrotubo, de la empresa Uralita. En 2006 se desmanteló y demolió por completo la fábrica y los terrenos se descontaminaron de amianto, una sustancia que en los últimos años se constató que fue el motivo del fallecimiento de varios vecinos que habían trabajado en la fábrica en contacto con el mineral cancerígeno.
Actualmente nada queda ya de las instalaciones de la antigua fábrica de fibrocemento, convertida en un solar, y donde se proyectó el Programa de Actuación Urbanística 5 (PAU 5) que iba a aperturar e integrar de una vez por todas, a los barrios de Los Manchegos y El Tubo, transformando por completo la zona al conformar un paisaje eminentemente industrial para convertirse en un área residencial con capacidad para 230 viviendas, a razón de 100 metros cuadrados cada una. El gobierno municipal de Luisa Pastor, anunció en 2005 que junto a Los Manchegos se crearía una amplia zona verde de 7110 metros cuadrados, además de una instalación deportiva para el barrio, actuaciones que nunca se llevaron a cabo.
En 2007 la alcaldesa Luisa Pastor se comprometió a colocar un monumento en homenaje a los trabajadores que desempeñaron su labor en la histórica fábrica de fibrocementos de San Vicente del Raspeig, hecho que nunca se ha llevado a cabo.

## Servicios
Los Manchegos, salvo autobús urbano, no dispone de ningún servicio público más. Carece de instalaciones deportivas, zonas verdes, equipamiento cultural, espacio municipal para actos, aspectos que demandan tanto los vecinos de Los Manchegos como El Tubo.
Está previsto la construcción de un colegio que dé servicio a los barrios de El Tubo y Los Manchegos, algo que nunca se ha producido.
En las décadas 1960, 1970 y 1980, el barrio mantuvo a pleno rendimiento dos tiendas de alimentación y comestibles. En la actualidad no existe ninguna tienda, ni comercio alguno.
Autobús urbano: En el barrio se sitúan dos paradas de la Línea 45 (Hospital-Los Manchegos) del autobús urbano, que son "Daimiel" y "Calatrava".